# Chant de stade
Le chant de stade est un chant, le plus souvent répétitif, interprété lors d'une rencontre sportive par les spectateurs, généralement en football, rugby et hockey sur glace.

## Histoire
Les supporters chantent dans les travées des stades depuis l'antiquité. Le plus fameux de ces chants était le « Nika ! Nika ! » (gagne ! gagne !) que le public de courses de chars de l'Empire romain entonnait à l'occasion des dernières lignes droites.
Aujourd'hui, la pratique de chants dans les stades s'est très largement répandue, d'Écosse en Afrique du Sud, du Chili au Japon. De même, le football et le rugby, jadis seuls sports à profiter de cette pratique, ont rapidement été rejoints par de nombreux sports. Basket-ball (surtout en Europe et Amérique du Sud), hockey sur glace (surtout en Europe) et autres handball (Europe) possèdent à présent des cohortes de supporters chantants.

## Catégories de chants
Les chants de stade ne constituent pas souvent d'authentiques chansons, leur durée excédant rarement la minute. Il convient ainsi de distinguer dans un premier temps les slogans chantés et les chants. Certains slogans se résument à quelques mots qui tournent en boucle. Il existe une infinité de ces slogans qui naissent et meurent au gré des matches. Certains perdurent toutefois : « Aux Armes », par exemple.

Parmi les chants, il convient là encore de dégager deux groupes bien distincts : les détournements de chansons existantes et les créations pures. Généralement, les supporters préfèrent adapter un thème connu et y coller des paroles maisons. C'est notamment le cas des supporters du RC Lens ou de la Juventus qui ont détourné « la Marseillaise », ou des supporters du RC Strasbourg qui ont détourné Les lacs du Connemara de Michel Sardou, les supporters du Standard de Liège ont quant à eux détourné Emmenez-moi de Charles Aznavour à l'encontre des supporters du Sporting de Charleroi.
Les reprises intégrales existent également ; l'emblématique You'll Never Walk Alone des supporters du Liverpool FC est ainsi une reprise d'un tube des années 1960 de Gerry and the Pacemakers, lui-même reprise de la chanson écrite par Richard Rodgers et Oscar Hammerstein II pour leur comédie musicale Carousel en 1945. Toujours en Angleterre, les supporters du club West Ham United ont créé leur hymne I'm Forever Blowing Bubbles, qui fut repris par le groupe Cockney Rejects, et est chantée plusieurs fois dans le film Hooligans. En matière de création pure, on signalera le tube de l'AS Saint-Étienne des années 1970 : Qui c'est les plus forts ? Évidemment c'est les Verts....
L'ensemble des chants et slogans peut également être scindé en deux groupes : les chants d'encouragement pour ses couleurs et ceux destinés à déstabiliser l'adversaire, l'arbitre ou les forces de l'ordre. Le « chambrage » étant une composante essentielle du sport moderne, il apparaît logique de voir fleurir, très tôt, des chants moqueurs envers l'adversaire. On citera ici pour l'exemple le « Cuits, cuits, cuits, les Canaris sont cuits » des années 1970 destiné aux Canaris du FC Nantes utilisés par leur rival le Stade rennais football club (SRFC).
Le rugby à XV possède également quelques chants fameux, une partie attachés à une équipe nationale, par exemple : Swing Low, Sweet Chariot à Twickenham et Flower of Scotland, une autre partie à des clubs comme Vino Griego.
En NBA, sans êtes vraiment des chants, il y a des encouragements qui reviennent fréquemment. Le « Let's go [...] » ou on scande le nom de son équipe (ex : « Let's go Lakers »), et le « Defense!!! Defense!!! ». Certaines équipes ont leur chant en fonction de leurs rivaux, les Celtics chantent « Beat L.A. », les Lakers étant leurs rivaux, les Lakers répondent « We Want Boston! ». Le public scande aussi « Aiiiiir Baaal » pour se moquer d'un joueur de l'équipe adverse qui vient de faire un air-ball. Et le « Day-O » de Harry Belafonte, ou le speaker crie « Daaay-O! » et le public répond la même chose.
Au hockey sur glace, le club de hockey Les Canadiens de Montréal voit ses partisans entonner plusieurs chants. Depuis les années 2000, les partisans chantent « Ohé, ohé, ohé, ohé », chant qui est parfois repris pour encourager l'équipe canadienne de hockey sur glace lors de différents championnats. Sinon, les partisans des Canadiens de Montréal chantent parfois, « Nananana,nananana, hey hey hey goodbye » à la fin d'une partie où leurs favoris ont infligé une cuisante défaite à leur adversaire.